# Bataille de Näfels
La bataille de Näfels eut lieu le jeudi 9 avril 1388 dans le canton de Glaris en Suisse. Elle marqua la fin du conflit militaire entre les Habsbourg et les Confédérés suisses.

## Contexte
Pour contrer la présence autrichienne qui se fait de plus en plus pesante, les villes confédérées ont conduit plusieurs expéditions au cours de l'hiver 1385-1386 pour s'emparer de Rapperswil et des châteaux Saint-André et de Rothenburg. Lorsque les Lucernois détruisent un bureau de douane établi dans ce dernier et accordent la combourgeoisie à l'Entlebuch et à Sempach, le duc Léopold III réunit son armée pour marcher sur la ville : la bataille de Sempach tourne à l'avantage des Confédérés, qui tuent Léopold et mettent à profit leur victoire pour poursuivre leur expansion. C'est ainsi qu'en aout 1386, aidés de Glaris qui cherche toujours à échapper aux Habsbourg, ils prennent la petite ville alors autrichienne de Weesen pour y installer une garnison et ainsi contrôler la route du lac de Walenstadt.
Le 11 mars 1387 les Glaronnais, en signe d'affranchissement, se réunissent en Landsgemeinde pour définir leurs propres droits. Le frère de Léopold III, le duc Albert III, ne peut tolérer ces nouvelles provocations. Son armée reprend Weesen et anéantit la garnison suisse dans la nuit du 21 au 22 février 1388.

## Déroulement
Après avoir occupé la région inférieure du lac de Zurich et avoir ainsi coupé les Glaronnais des Confédérés, les troupes autrichiennes marchent en direction de Glaris.
La bataille oppose les troupes glaronnaises aidées des Schwyzois à l'armée du duc d'Autriche Albert III forte de 5  à   6 000 hommes et cavaliers. La première partie de l'armée autrichienne était commandée par le comte Donat de Toggenbourg et le chevalier Peter von Thorberg tandis que la deuxième partie était dirigée par le comte Hans de Werdenberg-Sargans. Avertis du nombre d'hommes marchant sur eux, les Confédérés utilisent les mêmes techniques que lors de la bataille de Morgarten, désorganisant l'ennemi grâce à des embuscades et des avalanches de troncs d'arbres[réf. nécessaire]. Le piège est préparé près du village de Naefels et fonctionne à merveille: les Autrichiens perdent leur cohésion et partent dans tous les sens. De plus, les Confédérés profitèrent du brouillard et d'une tempête de neige, ce qui acheva de désorganiser les Autrichiens. De petites unités glaronnaises attaquent par ailleurs l'avant-garde autrichienne dispersée et l'anéantissent. Lorsque le gros des troupes du duc arrive, il est pris de panique en voyant les dégâts et abandonne. En prenant la fuite, de nombreux chevaliers se noient à la suite de l'effondrement d'un pont sur la Linth,

## Conséquences
Une année après la bataille, une trêve de 7 ans est signée entre les deux parties. De plus, à la suite de cette bataille, les Glaronais obtinrent un statut égal à ceux des autres membres de la Confédération des VIII cantons, c'est-à-dire qu'ils ne devaient plus aider les autres confédérés sans que ceux-ci ne les aident en retour.

## Monument
Pour commémorer leur victoire, les Glaronais érigent en 1389 une chapelle au Sendlen et instituent une fête en l'honneur de Fridolin leur saint patron: la procession de Näfels a lieu le premier jeudi d'avril.